# Anastasiya Galashina
Anastasiya Valérievna Galashina –en ruso, Анастасия Валерьевна Галашина– (Yaroslavl, 3 de febrero de 1997) es una deportista rusa que compite en tiro, en la modalidad de rifle.
Participó en los Juegos Olímpicos de Tokio 2020, obteniendo una medalla de plata en la prueba de rifle de aire 10 m. En los Juegos Europeos de Minsk 2019 consiguió una medalla de plata en la prueba de rifle 10 m mixto.
Ganó una medalla de bronce en el Campeonato Mundial de Tiro de 2018 y tres medallas en el Campeonato Europeo de Tiro entre los años 2019 y 2021.

## Palmarés internacional
| Juegos Olímpicos   | Juegos Olímpicos         | Juegos Olímpicos  | Juegos Olímpicos |
| Año                | Lugar                    | Medalla           | Prueba           |
| ------------------ | ------------------------ | ----------------- | ---------------- |
| 2020               | Tokio (Japón)            | Medalla de plata  | Rifle 10 m       |
| Campeonato Mundial |                          |                   |                  |
| Año                | Lugar                    | Medalla           | Prueba           |
| 2018               | Changwon (Corea del Sur) | Medalla de bronce | Rifle 10 m mixto |
| Juegos Europeos    |                          |                   |                  |
| Año                | Lugar                    | Medalla           | Prueba           |
| 2019               | Minsk (Bielorrusia)      | Medalla de plata  | Rifle 10 m mixto |
| Campeonato Europeo |                          |                   |                  |
| Año                | Lugar                    | Medalla           | Prueba           |
| 2019               | Osijek (Croacia)         | Medalla de oro    | Rifle 10 m mixto |
| 2020               | Breslavia (Polonia)      | Medalla de plata  | Rifle 10 m       |
| 2021               | Osijek (Croacia)         | Medalla de plata  | Rifle 10 m mixto |